# Záboj Bláha-Mikeš
Záboj Bláha-Mikeš (22. listopadu 1887 Praha – 3. dubna 1957 Praha) byl český hudební skladatel, redaktor a organizátor.

## Život
Studoval nejprve na reálce a Českém vysokém učení technickém v Praze. Vedle toho studoval hru na klavír u Adolfa Mikeše a skladbu u Františka Spilky a Vítězslava Nováka. Působil jako doprovod slavných českých houslistů Pepy Bartoně a Emanuela Ondříčka.
Po skončení 1. světové války se stal organizátorem hudebního života v Praze, klavírním doprovodem a skladatelem. Byl spoluzakladatelem časopisu Přítomnost, předsedou České hudební společnosti, hudebním redaktorem časopisů Osvětové rozhledy, Ilustrovaný legionářský zpravodaj, Hlas národní obrany, Česká hudba, Zvon, Umělec. Do monumentální desetidílné České vlastivědy, která vycházela v letech 1929–1936, přispěl statěmi o hudebním životě v Čechách. Vydal studii Michelangelo a Beethoven (1939) a přeložil dílo Romaina Rollanda Hudebníkova cesta do minulosti. Několik dalších původních děl a překladů zůstalo v pozůstalosti.

## Dílo

### Kantáty
- Tulácké srdce (1929)
- Země Vladislava Vančury (1941)
- Stabat Mater (1941)
- Vodník (1949)
- Oratorium o lásce a míru (1950)

### Melodramy
- Přibývající měsíc (1921)
- Velký pátek (1926)
- Balady o smrti (1942)
- Zelený vítěz (1950)
- Lilie (1953)

### Klavírní skladby
- Nocturna (1920)
- Vise (1920)
- Intimní suita (1944)
- V zahradách dětství (1945)
- Valčíky (1952)
- České tance (1952)

### Komorní skladby
- Suita ve starém slohu pro smyčcový orchestr(1914)
- Suita pro hoboj a klavír (1950)
- Sonatina quasi sonata hoboj a klavír (1953)

### Sbory
- 3 mužské a 3 ženské sbory (1913)
- Píseň Šalamounova (1920)
- Žena (1927)
- Člověk (1927)
- Matka (1929)
- Za zemi krásnou, zemi milovanou (1951)

### Písně
- Japonské písně (1914)
- Biblické písně (1914)
- Nocturna (1914)
- Pět lidových písní (1914)
- Písně na slova lidové poesie (1915)
- Písně ticha (1918)
- Milostné písně (1918)
- Veselá láska (1918)
- Hovory se smrtí (1919)
- Na zaváté cestě (1921)
- Dvě exotické písně (1932)
- Balada o matčině srdci (1944)
- Písně na slova Svatopluka Čecha (1949)
- Dvojzpěvy na lidové texty (1949)
- Písně a říkadla (1949)
- Písně (1955)